# Cassandra Brunstedt
Cassandra Jane Brunstedt, född Lundgren 27 september 1987, är en svensk författare och förläggare.

## Biografi
Brunstedt växte upp i Kramfors och bodde under sina fem första år i Klockestrand sydost om Kramfors. När hon var fem år skildes hennes föräldrar och en ny man kom senare in i moderns liv. År 2011 flyttade Brunstedt till Stockholm där hon kom att arbeta som skribent/bloggare, redaktör, redaktionschef och VD för magasin som Elle Decoration, Elle mat & vin och Metro Mode.
Brunstedt är gift och har två barn.

## Författarskap
Brunstedt debuterade som författare 2022 med romanen En enkel till Indien. År 2023 gav hon ut uppföljaren Lyckliga gatan tur och retur. År 2023 utkom fackboken Lyckomanualen – 11 steg till ett lyckligare liv, som Brunstedt skrev tillsammans med Therésia Franklin. Boken bygger på intervjuer med psykologer och lyckoforskare från hela världen.  I januari 2025 gav Brunstedt ut romanen Mellan himmel och här som var den första delen i en planerad duologi. I januari 2026 kommer uppföljaren, Under samma sol ut. 
Sedan januari 2025 är hon förläggande redaktör på bokförlaget The Book Affair.